# Sainte-Marie-du-Lac-Nuisement
Sainte-Marie-du-Lac-Nuisement è un comune francese di 255 abitanti situato nel dipartimento della Marna nella regione del Grand Est.

## Società

### Evoluzione demografica
Abitanti censiti